# Disa graminifolia
Disa graminifolia är en orkidéart som beskrevs av Ker Gawl. och Spreng.. Disa graminifolia ingår i släktet Disa och familjen orkidéer. Inga underarter finns listade i Catalogue of Life.

## Bildgalleri

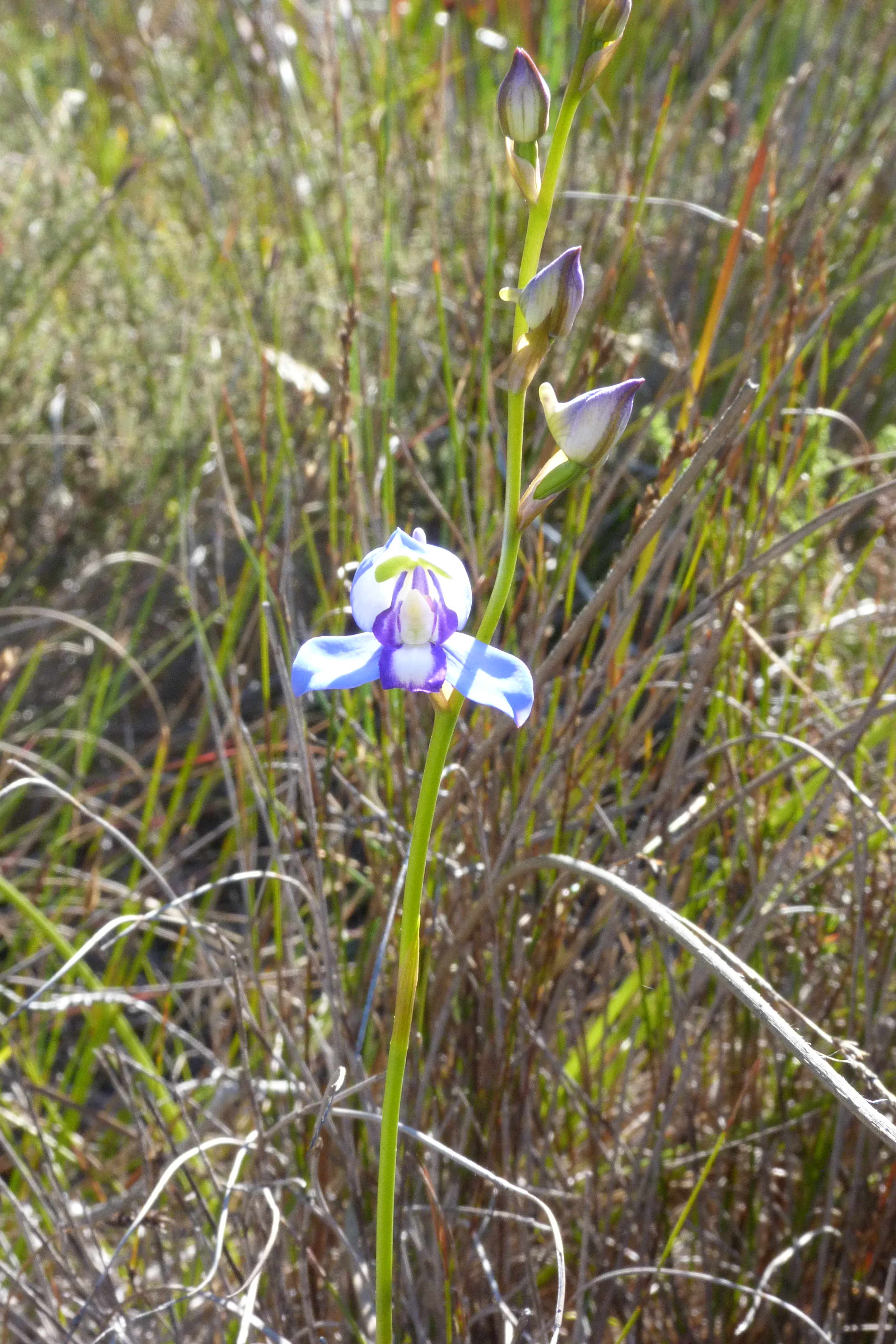
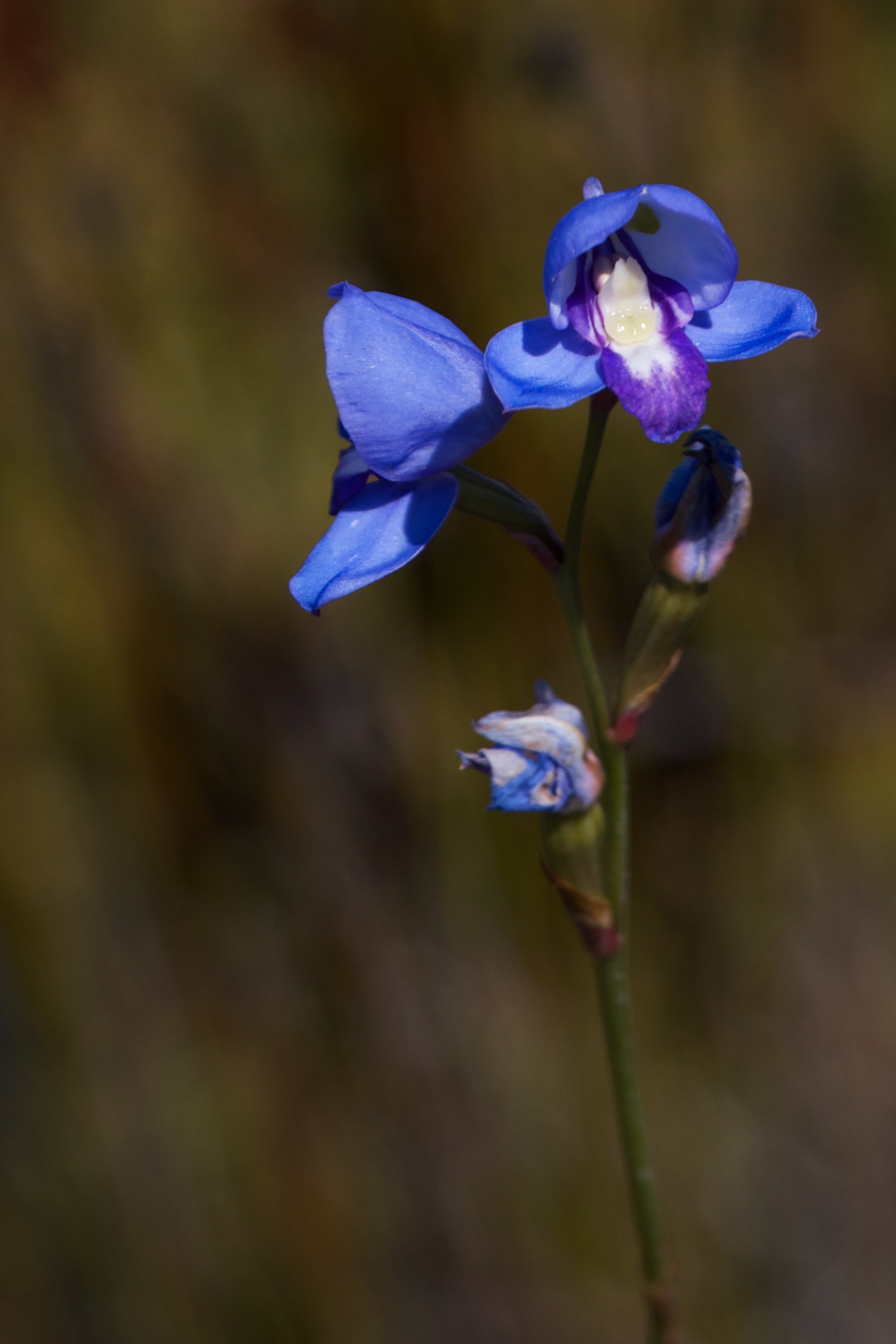
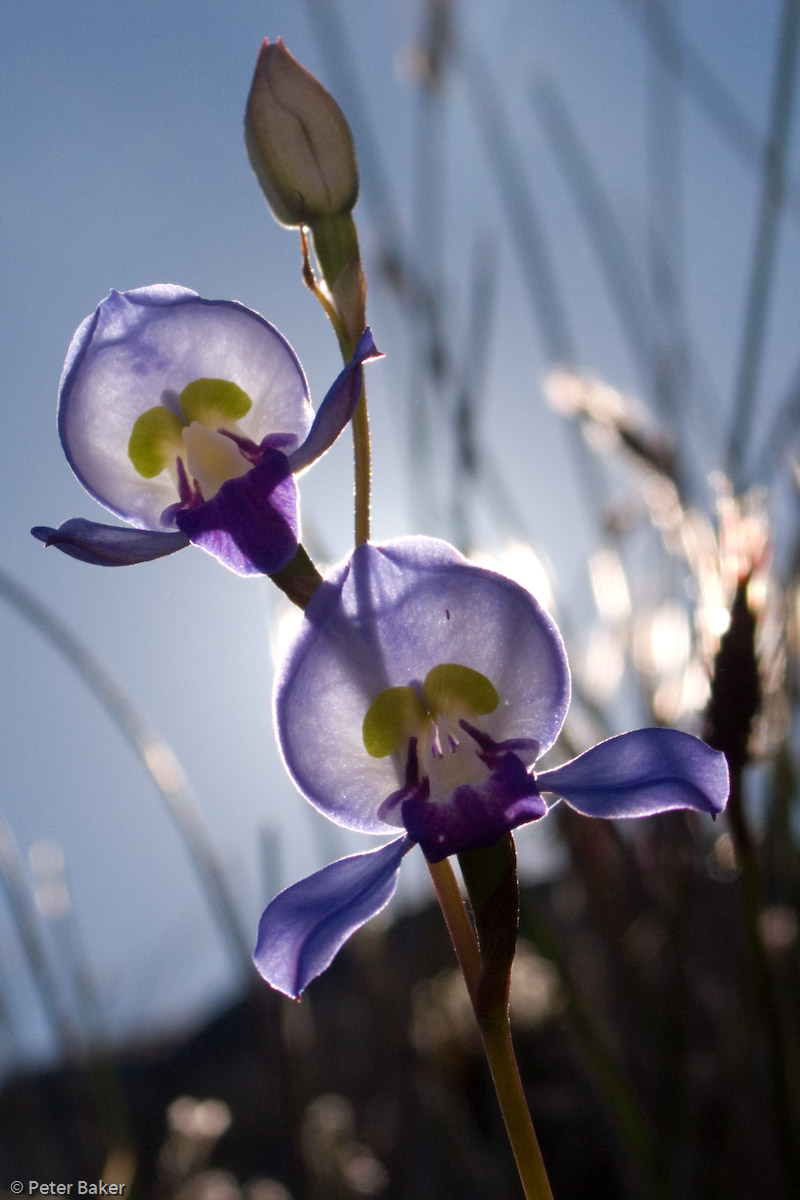
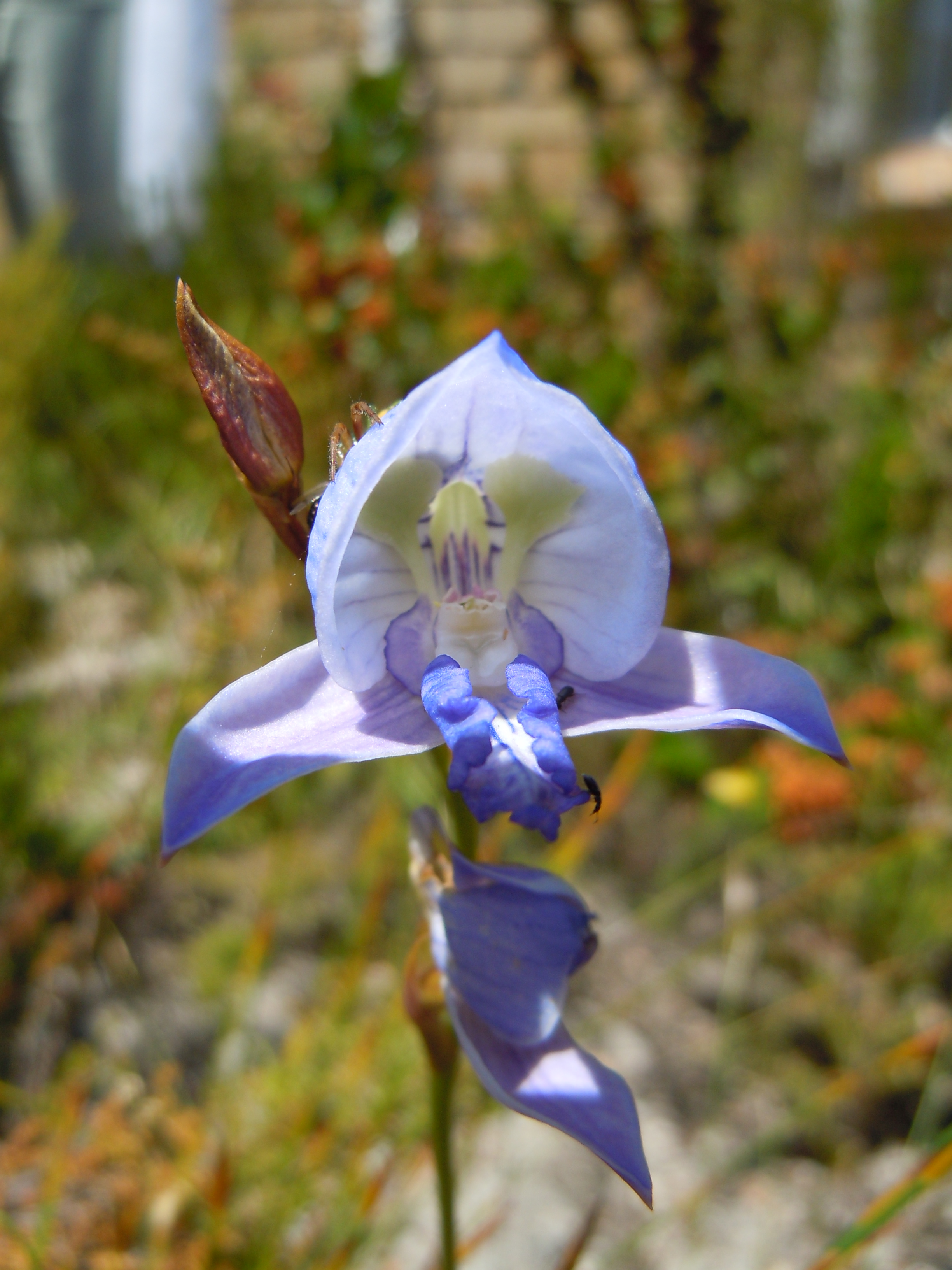